# Maclean
För andra betydelser, se Macklean.
Maclean är en skotsk klan. Namnet togs också av medlemmar av den skotsk-svenska släkten Macklier, som menade sig härstamma från klanen Maclean. En gren av ätten har upptagits i den svenska adeln.

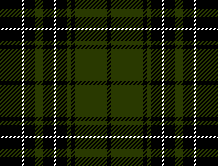
Klanens tartan

## Svenska släkten Macklier/Macklean
Handelsmannen Jakob Mackler svor 1609 burskapsed som borgare i Stockholm. Hans brorson Hans Makeleir, blev en betydande köpman i Göteborg adlades i Sverige 1649 och blev 1650 engelsk baronet med namnet Makeléer. Rutger Macklean fick 1728 efter korrespondens med personer i Skottland uppfattningen att hans släkt tillhörde den skotska adelsätten Macklean. Han försökte 1742 med hänvisning till en avskrift av ett koncept från 1708 visa att Karl XII haft för avsikt att upphöja ätten till friherrligt stånd men att dokumentet förkommit i slaget vid Poltava. Hans anhållan avslogs men 1778 inlämnade Rutger tillsammans med brodern Gustav en förnyad ansökan och denna gång gick dock deras begäran igenom. Först 1783 stadfästes dock friherrebrevet under namnet Macklier. Sedan släkten introducerats på riddarhuset 1784 började medlemmarna kalla sig Macklean.